# Bologna 2 settembre 1974 (dal vivo)
Bologna 2 settembre 1974 (dal vivo) è un album live dei cantautori italiani Francesco De Gregori, Antonello Venditti, Maria Monti e Lucio Dalla, pubblicato nel 1975.

## Descrizione
Originariamente pubblicato in doppio vinile, è stato ristampato su un unico cd nel 2001.

La copertina dell'album, apribile, contiene alcune fotografie tratte dal concerto.

Il disco racchiude una parte del concerto effettuato dai quattro artisti al Festival Nazionale dell'Unità il 2 settembre 1974 a Bologna.

L'unico duetto del disco è quello di Francesco De Gregori e Antonello Venditti, che cantano insieme Buonanotte Fratello di De Gregori.

Nel disco è anche presente un brano strumentale, suonato dal chitarrista torinese Luca Balbo, Launeddas (le launeddas sono uno strumento a fiato popolare sardo).

## Tracce
Lato A
1. Lucio Dalla – Abcdefg – 8:43 (musica: Lucio Dalla, Armando Franceschini)
2. Lucio Dalla – Il Colonnello – 4:47 (testo: Gianfranco Baldazzi, Sergio Bardotti – musica: Lucio Dalla)
3. Francesco De Gregori – Dolce amore del Bahia – 3:18 (Francesco De Gregori)
4. Maria Monti – È fatto giorno – 3:38 (testo: Mario Pogliotti; tratto da una poesia di R. Scotellaro – musica: Mario Pogliotti, Anton Giulio Perugini)

### Lato B
1. Luca Balbo – Launeddas (strumentale) – 5:32 (musica: Luca Balbo)
2. Maria Monti – Gli americani – 5:26 (testo: Ronci Zeller – musica: Alberto Cortez)
3. Francesco De Gregori – Cercando un altro Egitto – 4:24 (Francesco De Gregori)
4. Antonello Venditti – Il treno delle 7 – 4:04 (Antonello Venditti)

### Lato C
1. Lucio Dalla – Itaca – 6:34 (testo: Gianfranco Baldazzi, Sergio Bardotti – musica: Lucio Dalla)
2. Lucio Dalla – L'operaio Gerolamo – 3:32 (testo: Roberto Roversi – musica: Lucio Dalla)
3. Francesco De Gregori, Antonello Venditti – Buonanotte fratello – 4:50 (Francesco De Gregori)

### Lato D
1. Antonello Venditti – A Cristo – 6:16 (Antonello Venditti)
2. Maria Monti – L'armatura – 5:39 (testo: Maria Monti – musica: Ettore De Carolis, Luca Balbo)
3. Antonello Venditti – Roma Capoccia – 4:22 (Antonello Venditti)
4. Lucio Dalla – Parole incrociate – 5:27 (testo: Roberto Roversi – musica: Lucio Dalla)